# Vysoká škola uměleckoprůmyslová v Praze
Vysoká škola uměleckoprůmyslová v Praze (UMPRUM, dříve VŠUP v Praze, neoficiálně často též pouze VŠUP) je veřejná vysoká škola se studijními obory malby, sochy, ilustrace a grafiky, architektury, oděvního, textilního, produktového i grafického designu, fotografie, keramiky a porcelánu.

## Dějiny

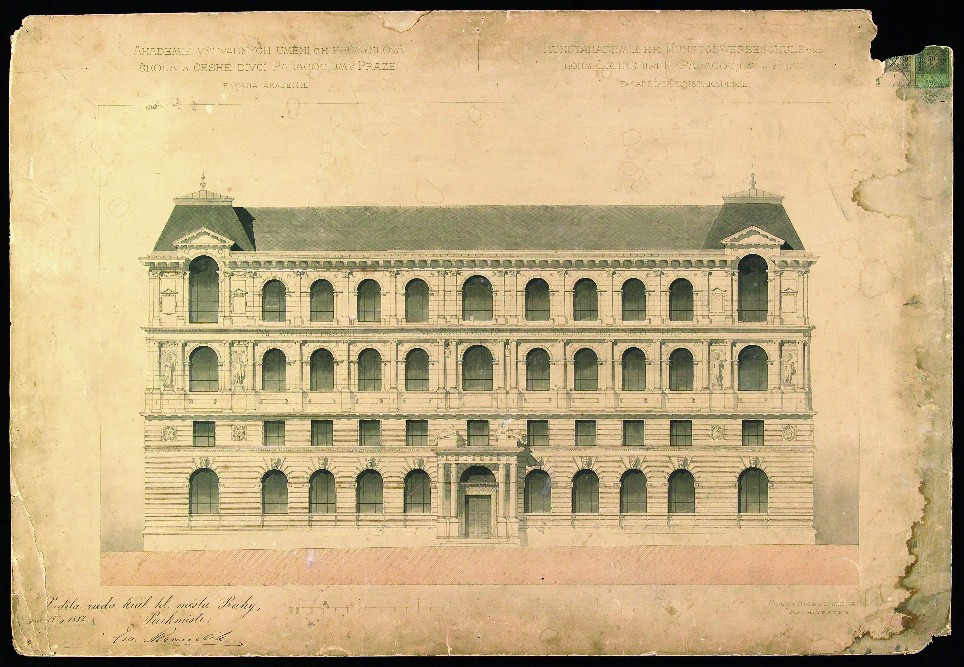
Projekt budovy školy Františka Schmoranze mladšího a Jana Machytky z roku 1882

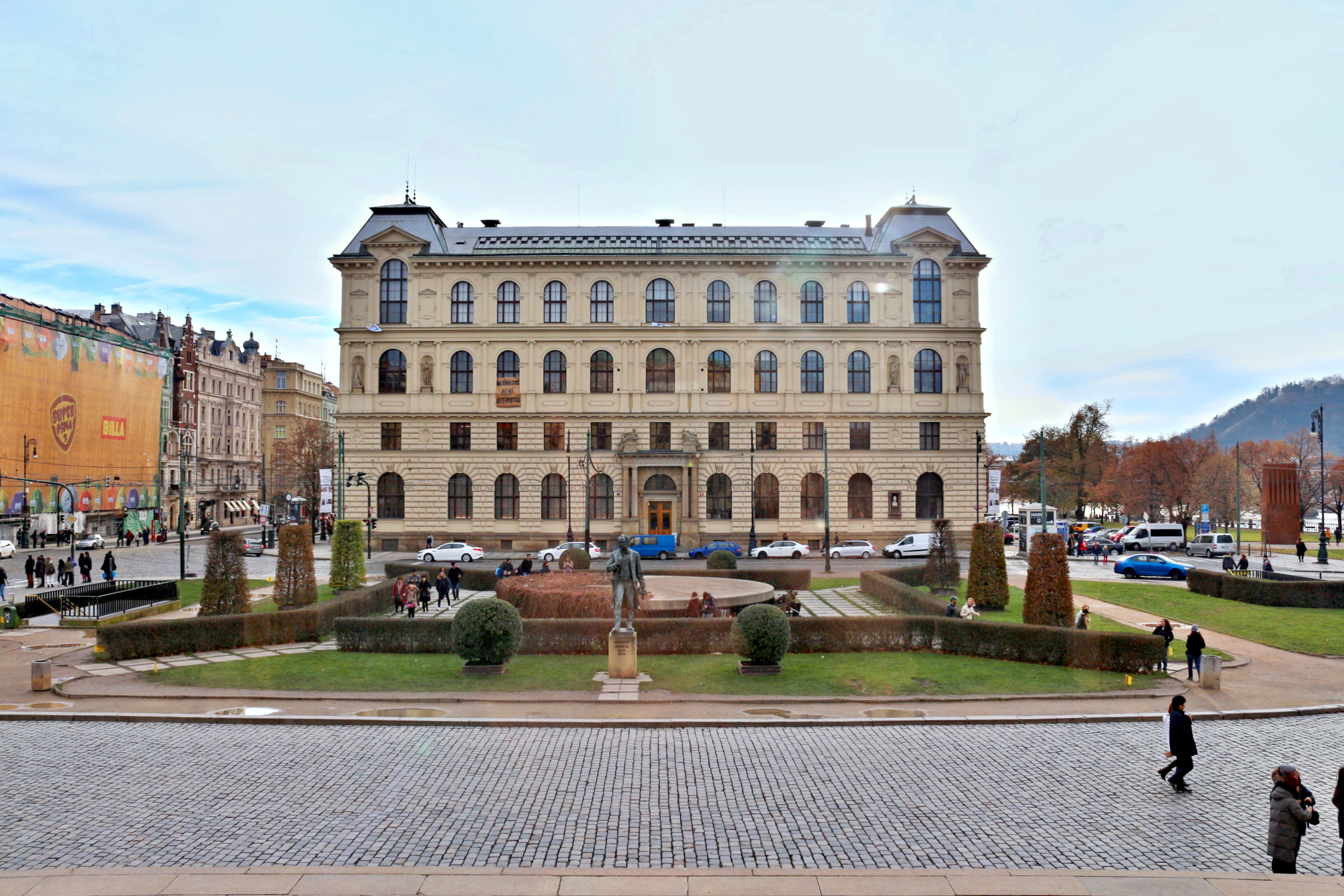
Budova VŠUP na náměstí Jana Palacha

### Založení
Založena byla v roce 1885 jako Umělecko-průmyslová škola v Praze (UPŠ). V době svého vzniku byla první a jedinou státní uměleckou školou v Čechách. Jejím úkolem bylo podle zakládací listiny „vychování v umění dovedných sil pro umělecký průmysl a vycvičení učitelských sil pro vyučování uměleckoprůmyslové a pro učitelství kreslení na školách středních“.
Byla členěna na tříletou všeobecnou školu, na niž navazovaly tří- až pětileté odborné a speciální školy s obory architektura, sochařství, kresba, malba, zpracování kovů, řezbářství, malba květin, textil.
Profesorský sbor byl vybírán z předních osobností české kultury. Prvním ředitelem školy byl architekt František Schmoranz mladší, v pedagogickém sboru působili mj. František Ženíšek (1885–1896), Josef Václav Myslbek (1885–1896), Jakub Schikaneder (1885–1923), Celda Klouček (1887–1917), Felix Jenewein (1857–1905), Friedrich Ohmann (1858–1927), Antonín Helméssen, Karel Vítězslav Mašek nebo Emanuel Krescenc Liška.
Mezi první absolventy patřili Arnošt Hofbauer, Emanuel Novák, Jan Minařík, František Xaver Harlas nebo Jaroslav Špillar, dále to byli Jan Preisler, Stanislav Sucharda, Josef Mařatka, Vojtěch Preissig, František Kobliha a Bohumil Kafka. Prvními absolventkami byly Anna Boudová-Suchardová v roce 1893 a roku 1894 Emilie Krostová, která po roce 1900 na škole také učila.
V roce 1896 bylo posíleno postavení Akademie výtvarných umění (AVU) jejím zestátněním, UPŠ opustila část pedagogického sboru a škola se orientovala především na užité obory.
Novým ředitelem se stal architekt Jiří Stibral (1886–1920), v pedagogickém sboru působili Stanislav Sucharda, Jan Preisler, Karel V. Mašek, Alois Dryák, Ladislav Šaloun a Jan Kotěra, který prosazoval „jednotu výtvarné kultury a tvorby moderního slohu“.

### Secese
Na přelomu století se UPŠ stala jedním z center secesního hnutí, inspirována jeho úspěchy na sklonku 19. století. A tak škola reprezentovala české umění na světové výstavě v Paříži v roce 1900, kde získala prestižní Grand Prix.
K nové generaci studentů na počátku 20. století patřili budoucí představitelé českého kubismu a meziválečné avantgardy – Josef Čapek, Václav Beneš, Josef Gočár, František Kysela, Bohumil Kubišta, Otakar Novotný, Linka Procházková, Jan Zrzavý, Václav Špála, Josef Šíma, Emilie Paličková, Jaroslav Rössler[zdroj?] a Pravoslav Kotík.

### ČSR
V roce 1918, po vzniku ČSR, se UPŠ sice nepodařilo získat postavení „Vysoké školy dekorativního umění“ o nějž usilovala, přesto ale posílila svou autonomii.
Od roku 1920 ji vedl volený rektor a do jejího sboru přišly nové umělecké osobnosti – Pavel Janák, František Kysela, Jaroslav Horejc, Vratislav Hugo Brunner, Helena Johnová. Dále historikové umění Antonín Matějček[zdroj?], Václav Vilém Štech a Jaromír Pečírka.
V prvních letech samostatného státu škola usilovala o vytvoření „nového národního slohu“, stále ale založeného na ornamentu v tradici art deco („dekorativní umění“, pokračování secese, s teoretickými manifesty z počátku století). Roku 1925 reprezentovala Československo na Mezinárodní výstavě dekorativního umění v Paříži, kde se jí dostalo jak oficiálního uznání, tak ale také kritiky z pozic evropské avantgardy.
Pod sílícím mezinárodním vlivem se koncem dvacátých let škola začala orientovat na konstruktivismus a funkcionalismus. Německým Bauhausem byl silně ovlivněn architekt Otakar Novotný. K absolventům meziválečné doby patří mimo jiné Jan Bauch, Cyril Bouda, Karel Černý, Toyen[zdroj?], František Foltýn, Ľudovít Fulla[zdroj?], Mikuláš Galanda, František Gross, František Hudeček, Josef Kaplický, Antonín Kybal, Zdeněk Sklenář, Ladislav Sutnar, Karel Svolinský, Jiří Trnka a Ladislav Zívr.

### Okupace a po válce
Roku 1942, po atentátu na Reinharda Heydricha, byla škola nucena opustit svou budovu a přestěhovala se do Bartolomějské a na Karlovo náměstí. Po uzavření vysokých škol v roce 1939 škola do konce druhé světové války nahradila AVU. Tím si také posílila své postavení a tak zákonem z roku 1946 získala nový status a název Vysoká škola uměleckoprůmyslová (VŠUP). O rok později, v roce 1947 bylo studium prodlouženo na pět let, s ateliéry kateder užité architektury, užité malby, užité grafiky, textilu a oděvnictví, užité plastiky, sklářství, porcelánu a keramiky.

### Po únoru 1948
Po komunistickém puči v únoru 1948 se i škola podrobila vlivu ideového a politického dogmatismu. Noví pedagogové se podřídili socialistickému realismu. Přesto si řemeslné obory – textil, sklo, kov, keramika – podržely svou úroveň. A v padesátých letech se ve sboru objevily významné osobnosti – jako Adolf Hoffmeister či Arsén Pohribný, Josef Wagner. Mezi absolventy byli Vladimír Janoušek,Věra Janoušková, Hermína Melicharová, Čestmír Kafka, Milan Grygar, Stanislav Kolíbal, Stanislav Libenský, Zdeněk Palcr, Adriena Šimotová, Milena Korousová-Bartová, Jitka a Květa Válovy, Jiří John, Eva Kmentová, Květa Pacovská, Olbram Zoubek, Jan Hladík, Jenny Hladíková, Vladimír Kopecký, Jiří Balcar či René Roubíček.
Úspěchem školy bylo i ocenění československého pavilonu na Expo 58 v Bruselu. V šedesátých letech bylo studium prodlouženo na šest let, intenzívní rozvoj zaznamenaly zejména umělecko-řemeslné obory, zřízena byla také katedra průmyslového designu na dřívější zlínské Škole umění, připojené k VŠUP v roce 1959.

### Po roce 1968
Tzv. „konsolidace“, pod vlivem politické „normalizace“, počátku sedmdesátých postihla i školu. Odešla řada osobností, na kterých stála její úroveň – mezi nimi František Muzika, Adolf Hoffmeister, Antonín Kybal, Karel Svolinský a Jiří Trnka.
Školu vedli konformní straničtí funkcionáři, v čele s rektorem Janem Simotou (1973–1985) a jeho následovníkem Janem Mikulou.

### Současnost

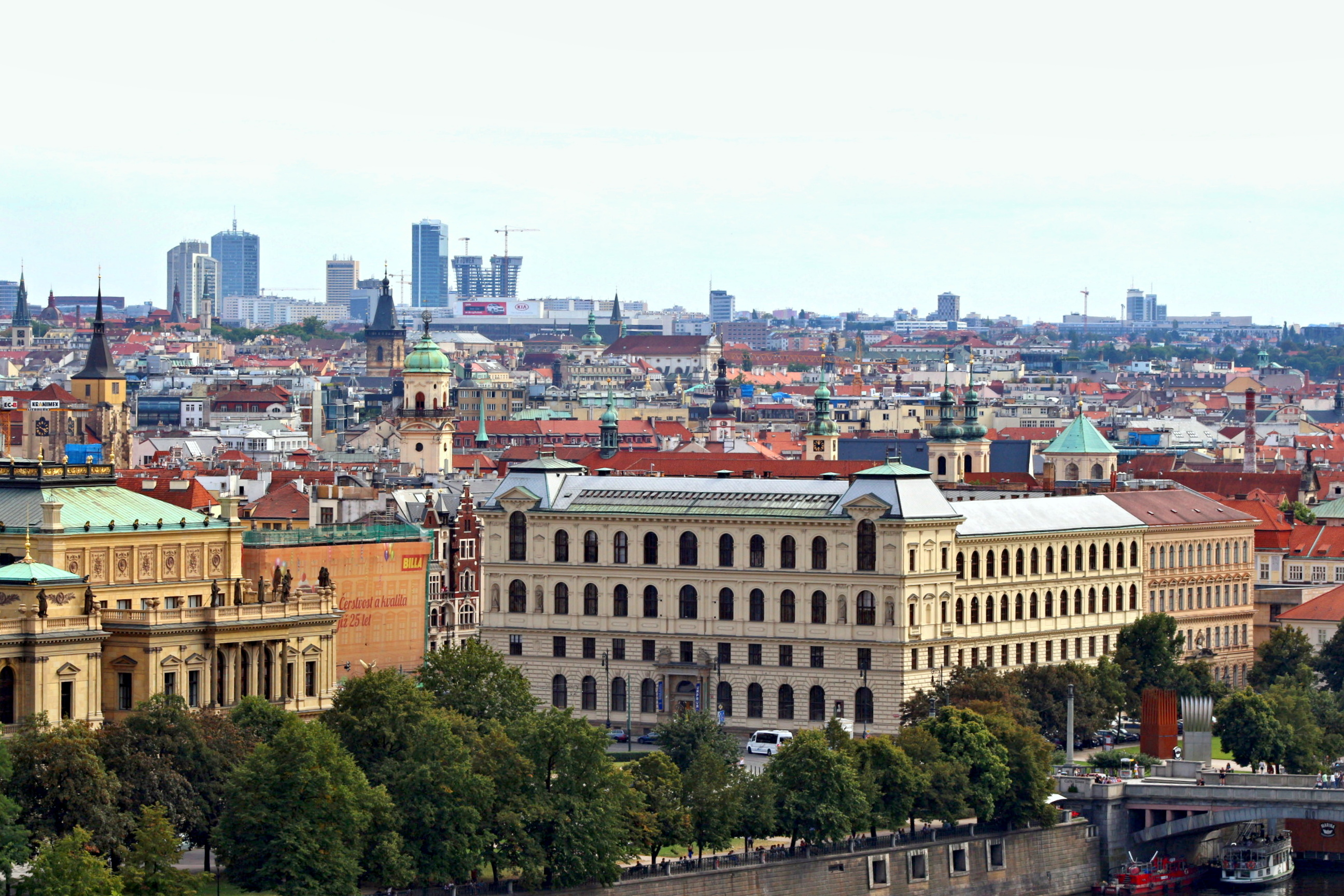
Pohled na budovu VŠUP od Hanavského pavilonu

Po listopadu 1989 byla škola reorganizována. V současné době (2020) se skládá z šesti kateder: architektury, designu, volného umění, užitého umění a grafiky. Na šesté katedře se vyučují dějiny umění a estetiky. Celkem je na škole 23 ateliérů, které jsou vedené respektovanými odborníky. 
- Ateliér architektury I – vedoucí Jan Šépka
- Ateliér architektury II – vedoucí Eva Franch i Gilabert, (do roku 2021 Ivan Kroupa)
- Ateliér architektury III – vedoucí  Imrich Vaško
- Ateliér architektury IV – vedoucí Roman Brychta
- Ateliér průmyslového designu – vedoucí Ivan Dlabač
- Ateliér designu nábytku a interiéru – vedoucí Roman Vrtiška a Vladimír Žák
- Ateliér produktového designu – vedoucí Michal Froněk a Jan Němeček
- Ateliér sochařství – vedoucí Dominik Lang
- Ateliér malby – vedoucí Jiří Černický
- Ateliér intermediální konfrontace – vedoucí Michal Pěchouček
- Ateliér fotografie I – vedoucí Alexandra Vajd
- Ateliér skla – vedoucí Rony Plesl
- Ateliér keramiky a porcelánu – vedoucí Maxim Velčovský
- Ateliér K.O.V. (Koncept-Objekt-Význam) – vedoucí Tadeáš Podracký
- Ateliér módní tvorby – vedoucí Pavel Ivančic
- Ateliér designu oděvu a obuvi – vedoucí Liběna Rochová
- Ateliér textilní tvorby – vedoucí Jitka Škopová
- Ateliér ilustrace a grafiky – vedoucí Juraj Horváth
- Ateliér grafického designu a vizuální komunikace – vedoucí Petr Krejzek
- Ateliér tvorby písma a typografie – vedoucí Filip Kraus
- Ateliér animace a filmu – vedoucí Jan Drozda
- Ateliér grafického designu a nových médií – vedoucí Petr Babák
- Ateliér fotografie II – vedoucí Václav Jirásek

V čele školy stál v letech 2011 až 2019 architekt Jindřich Smetana, od února 2019 jej nahradil profesor Jindřich Vybíral.
K dnešním absolventům a pedagogům patří architekti Eva Jiřičná, Jan Kaplický a Tomáš Pilař (architekt), designéři Bořek Šípek a Dominika Nell Applová, výtvarníci Adriena Šimotová, David Černý, Kurt Gebauer, Jiří Černický, Václav Cigler a Jaroslav Róna, grafici Zdeněk Ziegler a Klára Kvízová, typograf František Štorm, autoři animovaného filmu Jiří Barta, Pavel Koutský a Michaela Pavlátová, teoretici Josef Hlaváček a Jan Marius Tomeš.

## Budova školy

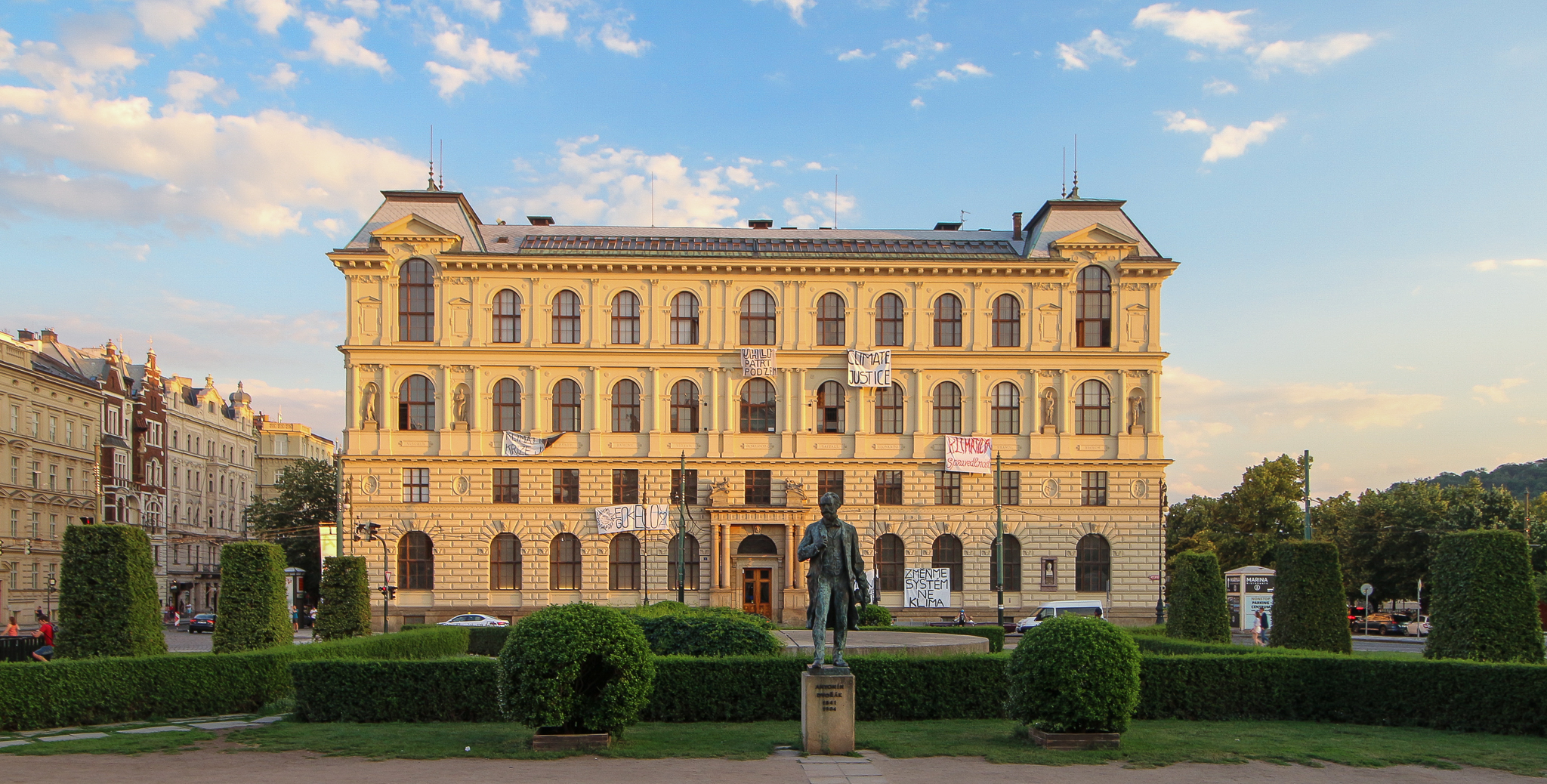
Budova školy

Budova školy byla vystavěna v letech 1882–1885 podle projektu Františka Schmoranze mladšího a Jana Machytky, bezprostředními vzory byly výtvarné Akademie v Paříži a ve Vídni. Původně škola využívala jen křídlo na Alšově nábřeží, trakt do náměstí sloužil Malířské akademii. V Mikulandské ulici v Praze byla rekonstruována bývalá střední škola na Technologické centrum UMPRUM, kam bylo přestěhováno dílenské zázemí školy a některé ateliéry.

## Název
Vysoká škola uměleckoprůmyslová (VŠUP) se někdy označuje zkratkou UMPRUM. Stejnou zkratku však řada lidí používá i pro Uměleckoprůmyslové muzeum (UPM). Ani v jednom případě se ovšem nejedná o oficiální zkratku a nebylo tomu tak ani v minulosti.